# Jacqueline Porel
Pour les articles homonymes, voir Porel.
Jacqueline Porel est une actrice française, née le 14 octobre 1918 à Divonne-les-Bains (Ain) et morte le 29 avril 2012 à Boulogne-Billancourt.
Présente au théâtre et dans une vingtaine de films de 1935 à 1977, elle a aussi été active dans le doublage.

## Biographie

### Origines
Jacqueline Porel naît sous le nom d'état civil de « Jacqueline Renée Parfouru-Porel » le 14 octobre 1918 à Divonne-les-Bains de l'écrivain Jacques Porel (1893-1982) et d'Anne-Marie Duval (1890-1935),.
Elle est la petite-fille des comédiens Réjane (1856-1920) et Paul Porel (1843-1917),. Elle a eu pour parrain le comédien Louis Jouvet.

### Carrière
Jacqueline Porel a doublé en français de nombreuses comédiennes, dont Deborah Kerr, Audrey Hepburn et Lana Turner, et a dirigé l'adaptation française de nombreux films. Elle a aussi travaillé un temps au Carroll's, le cabaret dirigé par Frede, rue de Ponthieu, à Paris, comme l'a raconté Jean-Marie Périer.

### Vie privée
Jacqueline Porel a été mariée deux fois :
- de 1941 à 1947 avec le comédien François Périer (1919-2002) ;
- à partir de 1951 avec comédien Gérard Landry (1912-1999) ; elle en divorce également[3].

Elle a été la mère de quatre enfants :
- le photographe Jean-Marie Périer (né en 1940), fils naturel du chanteur Henri Salvador (1917-2008), mais reconnu à la naissance par son premier mari, François Périer[5] ;
- le cinéaste Jean-Pierre Périer (né en 1943, mort par suicide en 1966) et la journaliste Anne-Marie Périer[6] (née en 1945), enfants de François Périer ;
- le comédien Marc Porel (né en 1949, mort d'une overdose en 1983), fils de Gérard Landry.

### Mort
Jacqueline Porel meurt à l'âge de 93 ans le 29 avril 2012 à Boulogne-Billancourt.
Elle est enterrée dans le caveau familial du cimetière de Passy (8e division) à Paris, aux côtés, entre autres, de sa grand-mère Réjane, de son premier mari François Périer et de son fils Marc Porel. Sa petite-fille, Bérangère de Lagatinerie, fille de Marc Porel, mentionnée sur la tombe, a été transférée en 2006 dans le caveau de la famille Lacoste au cimetière ancien de Vincennes.

## Théâtre
- 1938 : Septembre de Constance Coline, mise en scène René Rocher, théâtre du Vieux-Colombier
- 1940 : La Grande Catherine de George Bernard Shaw, mise en scène Paulette Pax, théâtre de l'Œuvre
- 1940 : La Femme silencieuse de Marcel Achard, mise en scène Charles Dullin, théâtre de Paris
- 1941 : Britannicus de Jean Racine, mise en scène, décors et costumes Jean Marais, théâtre des Bouffes-Parisiens : Junie
- 1947 : Le Sexe faible d'Édouard Bourdet, théâtre de la Madeleine
- 1950 : Mort pour rien d'Alfred Fabre-Luce, mise en scène René Rocher, théâtre de l'Œuvre
- 1950 : Fric-Frac d'Édouard Bourdet, mise en scène Simone Berriau, théâtre Antoine
- 1951 : Les Vignes du Seigneur de Robert de Flers et Francis de Croisset, mise en scène Pierre Dux, théâtre de Paris
- 1951 : Je l'aimais trop de Jean Guitton, mise en scène Christian-Gérard, théâtre Saint-Georges
- 1952 : Enfant du miracle de Paul Gavault et Robert Charvay, mise en scène René Rocher, théâtre de l'Apollo
- 1954 : Crime parfait de Frederick Knott, mise en scène Georges Vitaly, théâtre de l'Ambigu
- 1954 : Les J3 de Roger Ferdinand, mise en scène Jacques Baumer, théâtre de l'Ambigu
- 1954 : Affaire vous concernant de Jean-Pierre Conty, mise en scène Pierre Valde, théâtre de Paris
- 1955 : Affaire vous concernant de Jean-Pierre Conty, mise en scène Pierre Valde, théâtre des Célestins
- 1955 : Ma cousine de Varsovie de Louis Verneuil, théâtre de Paris
- 1956 : La Petite Hutte d'André Roussin, mise en scène de l'auteur, théâtre des Nouveautés
- 1958 : L'Enfant du dimanche de Pierre Brasseur, mise en scène Pierre Valde, théâtre Édouard-VII
- 1959 : L'Enfant du dimanche de Pierre Brasseur, mise en scène Pierre Valde, théâtre de Paris
- 1959 : Les croulants se portent bien de Roger Ferdinand, mise en scène Robert Manuel, théâtre Michel
- 1962 : Flora de Fabio Mauri et Franco Brusati, mise en scène Jules Dassin, théâtre des Variétés
- 1962 : Au petit bonheur de Marc-Gilbert Sauvajon, mise en scène Jean-Michel Rouzière, théâtre des Nouveautés
- 1963 : Caroline a disparu d'André Haguet et Jean Valmy, mise en scène Jacques-Henri Duval, théâtre des Capucines

## Filmographie

### Cinéma
- 1935 : Les Beaux Jours de Marc Allégret
- 1938 : Le Héros de la Marne d'André Hugon : Hélène Bardin
- 1938 : Altitude 3.200  de Jean Benoit-Lévy : Marthe
- 1941 : Romance de Paris  de Jean Boyer : Madeleine
- 1945 : La Grande Meute de Jean de Limur : Agnès de Charançay
- 1946 : Mensonges de Jean Stelli : Corinne Martinage
- 1947 : Tierce à cœur de Jacques de Casembroot : Dina
- 1950 : Mon ami Sainfoin de Marc-Gilbert Sauvajon : Yolande
- 1950 : Le 84 prend des vacances de Léo Joannon : Mimi Jonquille
- 1952 : Brelan d'as d'Henri Verneuil : Denise
- 1952 : La Jeune Folle d'Yves Allégret : la mère supérieure
- 1952 : Les Surprises d'une nuit de noces de Jean Vallée : Muriel Herbillon
- 1952 : La Vérité sur Bébé Donge d'Henri Decoin : Françoise
- 1953 : La Pocharde  de Georges Combret : Lucienne Marignan
- 1953 : L'Appel du destin  de Georges Lacombe : Lucienne Lombardi
- 1954 : Tourments  de Jacques Daniel-Norman : Simone Rebeira
- 1954 : Vêtir ceux qui sont nus (Vestire gli ignudi) de Marcello Pagliero : la fiancée de Ludovico
- 1955 : Les Nuits de Montmartre de Pierre Franchi
- 1955 : Razzia sur la chnouf d'Henri Decoin : Solange Birot
- 1956 : Ce soir les jupons volent de Dimitri Kirsanoff : Monique
- 1957 : Méfiez-vous fillettes d'Yves Allégret : Mme Cora
- 1960 : La Vérité  d'Henri-Georges Clouzot : la secrétaire de Me Guérin
- 1960 : Le Capitan d'André Hunebelle : Léonora Galigaï
- 1960 : La Française et l'Amour, sketch L'Enfance d'Henri Decoin : Mme Bazouche
- 1960 : Préméditation d'André Berthomieu
- 1960 : Marie des Isles de Georges Combret
- 1962 : Le Couteau dans la plaie d'Anatole Litvak
- 1962 : Le Repos du guerrier de Roger Vadim : Mme Le Theil
- 1963 : Germinal d'Yves Allégret : Mme Maigrat
- 1964 : Jean-Marc ou la Vie conjugale d'André Cayatte : Line
- 1964 : Françoise ou la Vie conjugale d'André Cayatte : Line
- 1970 : La Promesse de l'aube de Jules Dassin : Mme Mailer
- 1970 : La Dame dans l'auto avec des lunettes et un fusil d'Anatole Litvak : la seconde secrétaire
- 1977 : Une femme, un jour... de Léonard Keigel : la mère

### Télévision
- 1954 : Nous irons à Valparaiso de Claude Barma
- 1973 : Trois diamants plus une femme : la tante de Perle

## Doublage

### Cinéma

#### Films
- Deborah Kerr dans :
  - Les Mines du roi Salomon (1950) : Elizabeth Curtis
  - Quo Vadis (1951) : Lygia
  - Le Prisonnier de Zenda (1952) : la princesse Flavia
  - Jules César  (1953) : Portia
  - Thé et Sympathie (1956) : Laura Reynolds
  - Elle et lui (1957) : Terry McKay
  - Bonjour tristesse (1958) : Anne Larson
  - Un matin comme les autres (1959) : Sheilah Graham
  - Horizons sans frontières (1960) : Ida Carmody/Anna
  - La Lame nue (1961) : Martha Radcliffe
  - Dieu seul le sait (1962) : Sœur Angela
  - La Nuit de l'iguane  (1964) : Hannah Jelkes
  - Les Inséparables (1965) : Valerie Edwards
  - L'Arrangement (1969) : Florence
- Audrey Hepburn dans :
  - Vacances romaines (1953) : la princesse Ann
  - Sabrina  (1954) : Sabrina Fairchild
  - Guerre et Paix   (1956) : Natacha Rostov
  - Drôle de frimousse  (1957) : Jo
  - Diamants sur canapé  (1961) : Holly Golightly
  - Deux têtes folles (1964) : Gabrielle Simpson/Gaby
  - Liés par le sang (1979) : Elizabeth Roffe
- Maggie Smith dans :
  - Voyages avec ma tante (1972) : Tante Augusta Bertram
  - California Hôtel (1977) : Diana Barrie
  - Porc royal (1984) : Joyce Chilvers
  - Sister Act (1992) : la Mère supérieure
  - Le Jardin secret (1993) : Mrs Medlock
  - Sister Act, acte 2 (1993) : la Mère supérieure
  - Le Club des ex (1996) : Gunilla Garson Goldberg
- Lana Turner dans :
  - Les Ensorcelés  (1952) : Georgia Lorrison
  - Voyage au-delà des vivants  (1954) : Carla Van Oven[8]
  - Le Fils prodigue  (1955) : Samarra
  - Diane de Poitiers  (1956) : Diane de Poitiers
  - Les Plaisirs de l'enfer (1957) : Constance MacKenzie
  - Je pleure mon amour  (1958) : Sara Scott
- Katharine Hepburn  dans :
  - L'Odyssée de l'African Queen (1951) : Rose Sayer
  - Vacances à Venise  (1955) : Jane Hudson
  - Devine qui vient dîner...  (1967) : Christina Drayton
  - Le Lion en hiver (1968) : Aliénor d'Aquitaine
  - La Folle de Chaillot (1969) : la comtesse Aurélie
- Maureen O'Hara dans :
  - Ce n'est qu'un au revoir (1955) : Mary O'Donnell
  - Le Brave et la Belle (1955) : Karen Harrison
  - L'aigle vole au soleil  (1957) :  Min Wead
  - Rancho Bravo (1955) : Martha Price
  - Big Jake (1971) : Martha McCandles
- Kim Novak dans :
  - Tu seras un homme, mon fils (1956) : Marjorie Oelrichs Duchin
  - La Blonde ou la Rousse (1957) : Linda English
  - L'Adorable Voisine (1958) : Gillian « Gil » Holroyd
  - Au milieu de la nuit (1959) : Betty Preisser
- Shelley Winters dans :
  - La Nuit du chasseur  (1955) : Willa Harper
  - Le Trésor de Pancho Villa (1955) : Ruth Harris
  - Lolita  (1962) : Charlotte Haze
- Eleanor Parker dans :
  - Scaramouche (1952) : Léonore
  - Mélodie interrompue (1955) : Marjorie 'Margie' Lawrence
- Jarma Lewis dans :
  - Le Tendre Piège (1955) : Jessica Collins
  - L'Arbre de vie (1957) : Barbara Drake
- Judy Holliday dans :
  - Une Cadillac en or massif (1956) : Laura Partridge
  - Un numéro du tonnerre (1960) : Nella Peterson dite Melissandre Scott
- Kay Kendall dans :
  - Les Girls (1957) : Lady Sybil Wren (voix parlée)
  - Qu'est-ce que maman comprend à l'amour ? (1958) : Sheila Broadbent
- Gianna Maria Canale dans :
  - L'Ennemi silencieux (1958) : Conchita Tomolino
  - La Reine des Amazones (1960) : la reine des Amazones
- Carolyn Jones dans :
  - Bagarres au King Créole (1958) : Ronnie
  - Le Dernier Train de Gun Hill (1959) : Linda
- Cyd Charisse dans :
  - Crépuscule sur l'océan (1958) : Charlotte King
  - Quinze jours ailleurs (1962) : Carlotta
- Wandisa Guida dans :
  - Le Maître de forges (1959) : Athenais de Moulinet
  - La Révolte des esclaves (1960) : Agnès
- Nina Foch dans :
  - Spartacus (1960) : Helena Glabrus
  - L'amour est une grande aventure (1989) : Marge, la mère d'Alex
- Capucine dans :
  - Le Lion (1962) : Christine
  - La Septième Aube (1964) : Dhana Mercier
- Lilli Palmer dans :
  - Défi à Gibraltar (1963) : Dr Lygia da Silva
  - Duel à la vodka (1966) : le colonel Olga Nikolaievna
- Honor Blackman dans :
  - La Dernière Grenade (1970) : la générale Katherine Whiteley
  - L'Ange et le Démon (1970) : Mummy
- Margaret Leighton dans :
  - Le Messager (1971) : Mme Maudsley
  - Une belle tigresse (1972) : Gladys
- Frances Sternhagen dans :
  - L'Hôpital (1971) : Mrs. Cushing
  - Fedora (1978) : Miss Balfour

Mais aussi :
- 1937 : Rue sans issue : Mme Martin (Marjorie Main)[9]
- 1950 : Ève : Karen Richards (Celeste Holm)
- 1951 : Un tramway nommé Désir : Blanche DuBois (Vivien Leigh)
- 1951 : Les Aventures du capitaine Wyatt  : Judy Beckett (Mari Aldon)
- 1951 : Terre de violence : Dolores (María Montez)
- 1952 : La Mission du commandant Lex  : Elise Kearney (Phyllis Thaxter)
- 1952 : La Captive aux yeux clairs : la fille du Saloon (Veola Vonn)
- 1952 : Les Conquérants de Carson City : Susan Mitchell (Lucille Norman)
- 1953 : L'Homme au masque de cire : Sue Allen (Phyllis Kirk)
- 1953 : L'Ennemi public no 1 : Eleonore Brown / Lola La blonde (Zsa Zsa Gabor)
- 1954 : Le Signe du païen  : Pulchérie (Ludmila Tcherina)
- 1954 : La Roulotte du plaisir : Tacy Bolton-Collini (Lucille Ball)
- 1955 : Napoléon : Maria Letizia Bonaparte (Maria Favella)
- 1955 : Dossier secret : Raina Arkadin (Paola Mori)
- 1956 : Plus dure sera la chute : Beth Willis (Jan Sterling)
- 1956 : L'Énigmatique Monsieur D : Mrs. Lindquist (Inga Tidblad)
- 1957 : Sissi face à son destin : la jeune femme de Madère[Qui ?]
- 1957 : À la Jamaïque : Olivia de Montana (Paquita Rico)
- 1957 : Les espions s'amusent : le lieutenant Anna Marladovna (Janet Leigh)
- 1958 : Le Pirate de l'épervier noir : Eva (Pina Bottin)
- 1958 : La Tour, prends garde ! : la comtesse Malvina d'Amalfi (Eleonora Rossi Drago)
- 1958 : La Chatte sur un toit brûlant : Maggie Pollit (Elizabeth Taylor)
- 1958 : Comme un torrent : Agnes Hirsh (Leora Dana)
- 1959 : Le Pont  : Mme Borchert (Eva Vaitl)
- 1959 : Le Bossu : Aurore de Nevers / Isabelle de Caylus (Sabine Sesselmann)
- 1959 : Douze Heures d'horloge de Géza von Radványi : Barbara (Eva Bartok)
- 1959 : Le Confident de ces dames : la princesse Soniouchka (Lauretta Masiero)
- 1959 : Tout commença par un baiser : la Marquise Marion de la Vey (Eva Gabor)
- 1959 : Opération Jupons : l'infirmière-major Edna Heywood (Virginia Gregg)
- 1960 : Au voleur ! : Miss Barbara Harding (Sonja Ziemann)
- 1960 : Chérie recommençons : Dolly Fabian (Kay Kendall)
- 1960 : Commando de destruction : Sue-Mei Hung (Lisa Lu)
- 1960 : La Vénus au vison : Emily Liggett (Dina Merrill)
- 1961 : Romulus et Remus : Julia (Virna Lisi)
- 1961 : Le Zinzin d'Hollywood : la jeune blonde se faisant doubler (Theodora Davitt)
- 1962 : Fureur à l'ouest : Rose Sharon (Nancy Kovack)
- 1962 : Le Couteau dans la plaie : Barbara Ford (Yolande Turner)
- 1963 : Le Téléphone rouge : Victoria Caldwell (Mary Peach)
- 1963 : Le Lion de Saint-Marc : Rosanna (Gianna Maria Canale)
- 1964 : Les Félins : Barbara Hill (Lola Albright)
- 1964 : Le Secret de la liste rouge : Ilona Valdez (Hildegard Knef)
- 1964 : La Baie aux émeraudes : Cynthia Gamble (Sheila Hancock)
- 1964 : La Rolls-Royce jaune : Lady Eloïse, marquise de Frinton (Jeanne Moreau)
- 1964 : Becket : Gwendolen (Siân Phillips)
- 1964 : Agent 077, opération Jamaïque : Lina (Perla Cristal)
- 1964 : Au revoir, Charlie : Rusty Sartori (Laura Devon)
- 1965 : Les Forcenés : Edith Wickett (Ilaria Occhini)
- 1965 : Cyclone à la Jamaïque : Mrs Thornton (Isabel Dean)
- 1965 : Comment tuer votre femme : Edna Lampson (Claire Trevor)
- 1966 : New York appelle Superdragon : Cynthia Fulton (Margaret Lee)
- 1966 : Arrivederci baby : Fenella (Fenella Fielding)
- 1966 : La Planque : Lady Livia Emberday (Cathleen Nesbitt)
- 1966 : Le Chevalier à la rose rouge : Antoinette La Flèche (Michèle Girardon) et Cécile[Qui ?]
- 1967 : Voyage à deux : Cathy Manchester (Eleanor Bron)
- 1967 : Reflets dans un œil d'or : Alison Langdon (Julie Harris)
- 1967 : Le Plus Heureux des milliardaires : Mrs. Duke (Geraldine Page) et Tante Gladys (Frances Robinson)
- 1967 : Le Crédo de la violence : Mrs. Shorn (Jane Russell)
- 1967 : Casse-tête chinois pour le judoka : Jennifer Morgani (Marilù Tolo)
- 1968 : Maldonne pour un espion : Lady Hetherington (Elspeth March)
- 1968 : Funny Girl : Rose Brice (Kay Medford)
- 1969 : The Magic Christian : Lady Agnes Grand (Isabel Jeans)
- 1969 : Le Plus Grand des hold-up : Mrs Applebee (Ruth Warrick)
- 1970 : Une fille dans ma soupe : Gilly (Ruth Trouncer) et Lady Heather (Judy Campbell)
- 1970 : Cinq Pièces faciles : Samia Glavia (Irene Dailey)
- 1970 : L'Exécuteur : l'épouse du Pr Parker[Qui ?]
- 1971 : Un été 42 : Bette Davis
- 1971 : Femmes de médecins : Maggie Gray (Cara Williams)
- 1971 : Satan, mon amour : une invitée chez Duncan Ely (Antoinette Bower)
- 1973 : Scorpio : Sarah (Joanne Linville)
- 1975 : Shampoo : Felicia Karpf (Lee Grant)
- 1975 : Le Jour du fléau : Mrs. Odlesh (Jane Hoffman)
- 1976 : Network : Main basse sur la télévision : Louise Schumacher (Beatrice Straight)
- 1976 : Car Wash : Miss Beverley Hills (Lorraine Gary)
- 1978 : Les Dents de la mer 2 : Dr Lureen Elkins (Collin Wilcox Paxton)
- 1978 : Oliver's Story : Mrs. Barrett (Meg Mundy)
- 1978 : L'Empire du Grec : Simi Tomasis (Camilla Sparv)
- 1979 : Que le spectacle commence : Audrey Paris (Leland Palmer)
- 1979 : Justice pour tous : Juge Howe (Rita Fredricks)
- 1979 : L'Homme en colère : Karen (Angie Dickinson)
- 1980 : Fame : Mrs. Sherwood (Anne Meara)
- 1980 : Gloria : Margarita Vargas (Lupe Garnica)
- 1980 : Stardust Memories : Charlotte Ames (Gabrielle Strasun)
- 1980 : Le Complot diabolique du docteur Fu Manchu : la dame représentant la société botanique (Jacqueline Fogt)
- 1980 : La Plage sanglante : Harriet Crabe (Marie Jo Catlett)
- 1981 : Reds : voix de divers témoins féminins
- 1981 : Rien que pour vos yeux : Iona Havelock (Toby Robins)
- 1981 : Lola, une femme allemande : Frau Schukert (Rosel Zech)
- 1981 : Absence de malice : la mère supérieure (Ilse Earl)
- 1982 : Où est passée mon idole ? : Belle Carroca (Lainie Kazan)
- 1983 : Le Retour de l'inspecteur Harry : la juge (Lois De Banzie)
- 1983 : Bonjour les vacances... : Tante Edna (Imogene Coca)
- 1984 : Amadeus : Frau Weber (Barbara Byrne) (1er doublage)
- 1984 : Dune : Shadout Mapes (Linda Hunt)
- 1984 : Le Meilleur : Harriet Bird (Barbara Hershey)
- 1985 : Perfect : Melody (Ronnie Claire Edwards)
- 1986 : Labyrinthe : Lady Pou-Belle (Denise Bryer) et le chapeau tête-d'oiseau du vieux gobelin (David Shaughnessy) (1er doublage)
- 1986 : Lady Jane : Frances Brandon (Sara Kestelman)
- 1986 : Karaté Kid : Le Moment de vérité 2 : Yukie (Nobu McCarthy)
- 1986 : Soul Man : Mrs. Dunbar (Ann Walker)
- 1987 : Blue Velvet : Tante Barbara (Frances Bay)
- 1988 : Les Liaisons dangereuses : Madame de Rosemonde (Mildred Natwick)
- 1988 : L'Insoutenable Légèreté de l'être : la photographe suisse (Anne Lonnberg)
- 1989 : L'Oncle Buck : Mme Hogarth (Suzanne Shepherd (en))
- 1989 : Valmont : Mme de Volanges (Siân Phillips)
- 1993 : Madame Doubtfire : Mlle Sellner (Anne Haney)
- 1993 : La Maison aux esprits : Nívea del Valle (Vanessa Redgrave)
- 1994 : Les Complices : Jeannie (Olympia Dukakis)

#### Animation
- 1950 : Cendrillon : Madame de Trémaine (2e doublage, 1991)
- 1959 : La Belle au bois dormant : la Reine (2e doublage, 1981)
- 1981 : Rox et Rouky : le Porc-épic
- 1986 : Basil, détective privé : Lady Mouse
- 1989 : La Petite Sirène : la Servante

### Télévision
- 1957-1959 : Monsieur et Madame détective : Nora Charles (Phyllis Kirk)
- 1968 : Columbo, épisode Inculpé de meurtre : Carol Flemming (Nina Foch)
- 1972 : Columbo, épisode Plein cadre : Edna Matthews (Kim Hunter)
- 1973 : Frankenstein: The True Story : Lady Fanshawe (Clarissa Kaye)
- 1973 : Columbo, épisode S.O.S. Scotland Yard : Lilian Stanhope (Honor Blackman)
- 1975 : Columbo, épisode La Femme oubliée : Grace Wheeler Willis (Janet Leigh)
- 1981 : La Chartreuse de Parme : la vivandière (Laura Betti)
- 1992 : Bijoux, hot-dogs et tasses de thé : Victoria Brown (Katharine Hepburn)

### Direction artistique

#### Films
- 1937 : Rue sans issue (2e doublage)
- 1975 : L'Homme qui voulut être roi
- 1975 : Shampoo
- 1978 : L'ouragan vient de Navarone[10]
- 1978 : Le Privé de ces dames
- 1979 : Justice pour tous
- 1979 : Que le spectacle commence
- 1979 : Des nerfs d'acier
- 1979 : Kramer contre Kramer
- 1980 : Le Lagon bleu
- 1981 : Les Bleus
- 1981 : Absence de malice
- 1981 : Reds
- 1982 : Tootsie
- 1982 : Annie
- 1982 : Identification d'une femme
- 1982 : La Mort aux enchères
- 1984 : Le Meilleur
- 1984 : Louisiane
- 1984 : Karaté Kid
- 1984 : Amadeus[11]
- 1984 : Dune
- 1984 : Louisiane
- 1985 : Out of Africa
- 1985 : Oz, un monde extraordinaire
- 1985 : Perfect
- 1985 : Soleil de nuit[12]
- 1985 : Perfect
- 1985 : Kalidor
- 1985 : Soleil de nuit
- 1985 : L'Honneur des Prizzi
- 1986 : Blue Velvet
- 1986 : Rien en commun
- 1986 : Absolute Beginners
- 1986 : Karaté Kid : Le Moment de vérité 2
- 1986 : Mosquito Coast
- 1986 : Le Sixième Sens
- 1986 : La Brûlure
- 1986 : Labyrinthe
- 1986 : Mission
- 1986 : Le Contrat
- 1986 : Les Enfants du silence
- 1987 : Good Morning, Vietnam
- 1987 : Nadine
- 1987 : Le Sicilien
- 1987 : La Joyeuse Revenante
- 1987 : Gens de Dublin
- 1987 : Ishtar
- 1987 : Le Dragueur
- 1987 : Liaison fatale
- 1988 : Double Détente
- 1988 : Les Accusés
- 1988 : Les Liaisons dangereuses
- 1988 : Tucker
- 1989 : Valmont
- 1989 : Karaté Kid 3
- 1989 : Black Rain
- 1989 : Dernière Sortie pour Brooklyn
- 1990 : Dick Tracy
- 1990 : L'Échelle de Jacob
- 1990 : Le Seul Témoin
- 1990 : Tout pour réussir
- 1990 : Cadillac Man
- 1990 : Y a-t-il un exorciste pour sauver le monde ?
- 1991 : Beignets de tomates vertes
- 1992 : Et au milieu coule une rivière
- 1992 : Toys
- 1993 : Madame Doubtfire
- 1993 : Les Ombres du cœur
- 1994 : Les Complices
- 1994 : La Maison aux esprits

#### Films d'animation
- 1955 : La Belle et le Clochard (2e doublage, 1989)
- 1959 : La Belle au bois dormant (2e doublage, 1981)
- 1975 : Lupin III : Le secret de Mamo (1er doublage)
- 1981 : Rox et Rouky
- 1981 : Métal hurlant
- 1983 : Le Noël de Mickey (1er doublage)
- 1985 : Taram et le Chaudron magique (1er doublage)
- 1986 : Basil, détective privé
- 1988 : Oliver et Compagnie

#### Téléfilms
- 1986 : Vengeance